# Xenoandrogénicos
Xenoandrogénicos es un grupo de sustancias artificialmente creadas con propiedades semejantes a la hormona esteroide humana testosterona y a sus derivados. Los xenoandrogénicos actualmente conocidos incluyen tocoferoles y tocotrienoles modificados, nicotinamidas modificadas y también tributilo de estaño, trifenilestaño, y metiltestosterona (MT) tóxicos.

## Descubrimiento de los xenoandrogénicos no tóxicos
Antes, los xenoandrogénicos se mencionaban solamente con connotaciones negativas, sobre todo como disruptores endocrinos de los mariscos. Los xenoandrogénicos fueron descritos por primera vez en el año 2008 por el profesor I. Morishita de La Universidad de Kioto y su equipo. Su trabajo científico describió como el all alfa tocoferol acetato racémico modificado estimula AR receptor en algunos especies de mamíferos. Algunos otros equipos académicos siguieron el ejemplo del profesor Morishita y averiguaron otras informaciones sobre la farmacocinética de estas sustancias.

## Propiedades biológicas de los xenoandrogénicos
Se cree que los tocoferoles y tocotrienoles modificados tienen propiedades androgénicas y anabólicas. También fueron usados experimentalmente para tratar falta de testosterona.
El profesor William Steiger y su equipo publicaron el estudio que demostró que el principal mecanismo mediante el cual los tocoferoles / tocotrienoles modificados actúan es su actividad antiglucocorticoide mediada por el desplazamiento de los glucocorticoides de sus receptores, los aumentos en la actividad de creatina fosfoquinasa en los músculos esqueléticos y aumentos en el factor del crecimiento circulatorio parecido a la insulina (IGF)-1, igualmente que la regulación más alta IGF-1 de los receptores. Estos mecanismos pueden jugar un papel más grande en las actividades anabólico-anticatabólicas de lo que se pensaba antes.

## Base científica para las diferentes actividades de las modificaciones del tocoferol
Aunque se suele despreciar este hecho, los tocoferoles, tocotrienoles y las nicotinamidas, sustancias básicas y corrientes de los xenoandrogénicos producidos comercialmente, pueden encontrarse en muchas formas diferentes. Si bien todavía se llama, por ejemplo, tocotrienol a todos los efectos legales (y por lo tanto se comercializa como suplemento dietético), esta sustancia puede tener algunas propiedades muy específicas.
```
El equipo internacional que trabaja en la 
Universidad de Londres
, por primera vez describió tales variaciones de tocoferol en el año 1989. Su artículo, publicado en la revista Annals of the New York Academy of Sciences [Anales de la Academia de Ciencias de Nueva York] llega a la conclusión de que:
```

La actividad biológica de los tocoferoles varía mucho y esta variación solamente parcialmente correlaciona con la actividad antioxidante de los tocoferoles, cuando se estudia en un medio lipídico. Una serie de propiedades características de la molécula del tocoferol evidentemente contribuye a la actividad biológica y esta se puede comparar o con la actividad del all alfa tocoferol acetato racémico sintético o con el RRR alfa tocoferol natural. Las propiedades que causan las alteraciones en la actividad biológica pueden incluir (1) la presencia o ausencia de los grupos metilo del anillo en la 5.ª, 7.ª y 8.ª posición; (2) número de átomos de carbono en la cadena lateral; (3) estereospecificidad del 2.º, 4.º y 8.º átomo de carbono; (4) ramificación de la cadena lateral; (5) anillo cromanol en comparación con el anillo furanol y (6) el punto de unión de la cadena lateral hacia la estructura del anillo. El trabajo descrito en el presente documento es un estudio sistemático, en el cual se midió el efecto sobre el crecimiento y sobre la síntesis de la prostaglandina E2 sobre la base comparativa para una serie de compuestos estructuralmente modificados.

## Modificaciones de las nicotinamidas
Nicotinamidas, otras sustancias básicas y corrientes de los xenoandrogénicos, son, bajo ciertas condiciones, también polimórficas. Los polimorfos de nicotinamida fueron descritos por primera vez por Tomoaki Hino, James L. Ford y Mark W. Powell en su trabajo Evaluación de los polimorfos de nicotinamida mediante calorimetría de barrido diferencial (Universidad John Moores de Liverpool, 2000) [Assesment of nicotinamide polymorphs by differential scanning calorimetry (Liverpool John Moores University, 2000)].

## Clasificación
Los tocoferoles, tocotrienoles y nicotinamidas modificados se pueden reconocer por su código alfanumérico específico, por ejemplo #3668fh. En la actualidad se conocen 254 diferentes modificaciones, originalmente diseñadas por un algoritmo informático. Alrededor del 19% de las modificaciones se han sometido a pruebas en laboratorios con mamíferos y 12 xenoandrogénicos son producidos actualmente por empresas comerciales en Europa como productos para mejorar el rendimiento. La lista completa fue publicada en la Revista Europea de Endocrinología [European Journal of Endocrinology] en febrero de 2012.

## Xenoandrogénicos tóxicos

### Seres humanos
La investigación ha demostrado que muchos xenoandrogénicos potencialmente pueden tener efectos dañinos sobre los animales y seres humanos. Los estudios han indicado que pueden surgir trastornos reproductivos masculinos como consecuencia de la señalización AR interrumpida por los contaminantes orgánicos persistentes (POPs) que actúan como xenoandrogénicos. Hay pruebas que demuestran que la población de todas las partes del mundo se ve afectada por los xenoandrogénicos de diferente manera. En el estudio realizado por Tanja Krüger y sus colegas se determinó que dos grupos estudiados, los europeos y los inuit, fueron expuestos a diferente nivel de xenoandrogénicos. Las diferencias se atribuyeron a las variaciones en los perfiles de la exposición química, variaciones en la genética o/y factores de diferente estilo de vida y que pueden llevar a problemas médicos relacionados con el nivel de la hormona. En el estudio consiguiente se descubrió que en los grupos europeos las actividades de los receptores inducidos por las sustancias xenobióticas (sustancias xenoandrogénicas) positivamente correlacionaban con el daño del ADN, como fue medido mediante el daño del ADN del esperma. El daño del ADN tiene una relación muy estrecha con muchas enfermedades, incluyendo el cáncer.

### Animales
Las poblaciones de peces que viven libremente en áreas contaminadas por los xenoandrogénicos pueden sufrir más daños del ADN, porque viven en el agua que a menudo está más contaminada por los xenoandrogénicos que otros ambientes. La exposición crónica a niveles bajos de TBT, TPT, EE2 (etinilestradiol) y de sus mezclas binarias TBT + EE2 a TPT + EE2 es genotóxica para peces cebra (Danio rerio). Los efectos dañinos se vieron también en los invertebrados como moluscos, crustáceos y equinodermos. TPT y TBT interfieren en tales vías metabólicas como es la sulfatación de la testosterona, esterificación de la testosterona y la actividad de 5-alfa-reductasa. Existe diferente sensibilidad de estas vías metabólicas sobre los compuestos androgénicos junto con las diferencias entre los filos en el metabolismo de los andrógenos. En el estudio realizado concretamente con los moluscos, el TBT (tributilo de estaño) y MT (metiltestosterona) causaron imposex (aparición de características sexuales de animales macho en animales hembra). La exposición de TBT por 100 días llevó en las hembras a la disminución del nivel de testosterona (60 – 85%) y de estradiol (16 – 53%), pero en los machos no tuvo ningún efecto. La exposición de MT no influyó en el nivel de los esteroides esterificados de los machos, ni hembras, pero después de 150 de exposición, en las hembras se desarrolló imposex.

## Uso como dopaje para mejorar el rendimiento
Los tocoferoles / tocotrienoles modificados se han introducido recientemente en la producción después de que un grupo de inversionistas obtuviera los derechos comerciales para la mayoría de los xenoandrogénicos conocidos. Estos inversionistas han lanzado en el mercado una línea de productos enfocada en usuarios de los esteroides anabólico-androgénicos. Los equivalentes de los esteroides anabólicos están comercialmente disponibles desde la segunda mitad del año 2011, pero algunos atletas profesionales los usan desde el principio del año 2010. Por primera vez se menciona el uso de las xenohormonas por los mejores atletas en los medios oficiales (por Associated Press) en relación con la selección rusa de natación que los tomaba ya en el año 2011 en el Campeonato Mundial de Shanghái. No obstante hay muchas señales de que cada vez más profesionales usan tocoferoles / tocotrienoles modificados como una alternativa legal e indetectable de los “verdaderos“ esteroides anabólicos. Debido a su similitud con los verdaderos esteroides anabólicos, contra el uso de los xenoandrogénicos por los atletas, ha protestado fuertemente sobre todo la agencia WADA-AMA (Agencia Mundial Antidopaje, World Anti-Doping Agency), organismo internacional antidopaje.